# Gemünd (Our)
Gemünd (Gëmën en Luxembourgeois) est une municipalité allemande située dans le Land de Rhénanie-Palatinat et l'arrondissement d'Eifel-Bitburg-Prüm.

## Géographie
La commune est bordée au sud-ouest par la frontière luxembourgeoise et l’Our (un affluent de la Sûre) qui la séparent de la commune du Parc Hosingen située dans le canton de Clervaux. Le hameau de Gemünd se trouve le long de l’Our.

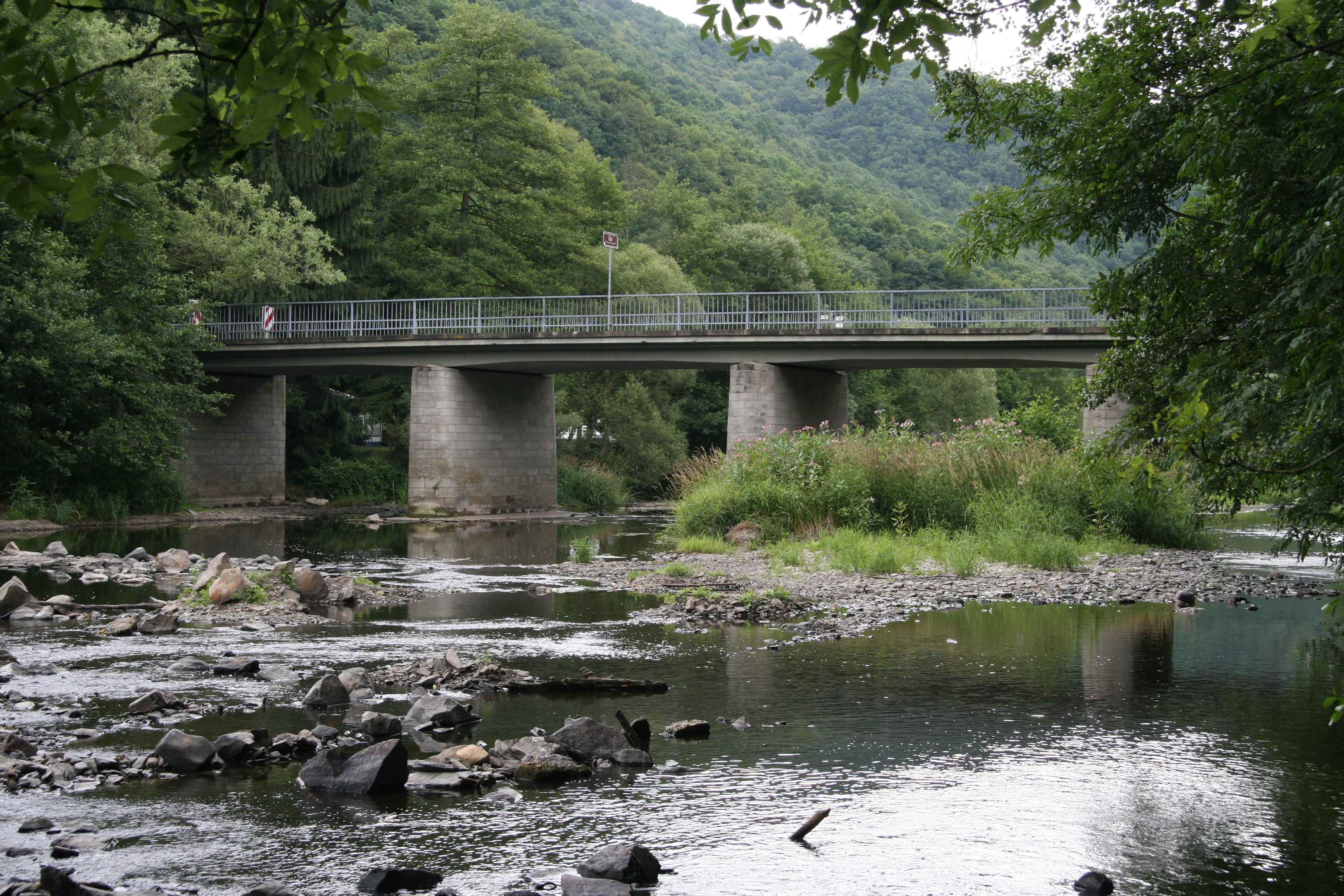